# Sundae (boudin)
Pour la glace, voir Sundae.
Le sundae (hangeul : 순대 ; parfois transcrit en soondae conformément aux règles de prononciation de l'anglais) est un plat coréen apparenté à la saucisse ou au boudin. Il s'agit de cuire à la vapeur des intestins de vache ou de porc et de les bourrer d’ingrédients variés, tels que nouilles ou légumes. Le résultat donne une sorte de saucisse de couleur marron-rouge. Les sundae sont consommés depuis l'époque de Joseon, et il existe de nombreuses variantes selon les régions : le sundae peut être aussi préparé avec des fruits de mer, par exemple des poulpes à la place des intestins. 
Le type le plus courant est préparé avec les intestins de porc remplis de nouilles de pomme de terre, du sang de porc, des poireaux, du riz gluant et de l'orge. C'est une nourriture de rue très populaire en Corée, à cause de son gout simple et de son prix bon marché, qui se mange avec du sel et du piment en poudre. Mais le sundae peut être aussi un plat très cher selon la qualité des ingrédients et les restaurants où on le sert.
À Séoul, il existe tout un quartier où on ne vend que des plats de sundae, mets très populaire parmi les jeunes et les noctambules. 